# Daniel Bierofka
Daniel Bierofka (Múnich, 7 de febrero de 1979) es un exfutbolista y entrenador alemán.

## Selección nacional
Fue internacional con la selección alemana en 3 ocasiones, marcando un gol en un partido amistoso frente a la selección de Austria que terminó 6-2 a favor de los alemanes. También fue internacional con la selección sub-21 de su país disputando 20 partidos anotando 3 goles.

## Clubes

### Como jugador
| Club               | País     | Año       |
| ------------------ | -------- | --------- |
| TSV 1860 Múnich    | Alemania | 2000-2002 |
| Bayer Leverkusen   | Alemania | 2002-2005 |
| VfB Stuttgart      | Alemania | 2005-2007 |
| TSV 1860 Múnich    | Alemania | 2007-2014 |
| TSV 1860 Múnich II | Alemania | 2014-2015 |

### Como entrenador
| Club                        | País     | Año       |
| --------------------------- | -------- | --------- |
| TSV 1860 Múnich II          | Alemania | 2015-2016 |
| TSV 1860 Múnich             | Alemania | 2016      |
| TSV 1860 Múnich II          | Alemania | 2016      |
| TSV 1860 Múnich             | Alemania | 2016      |
| TSV 1860 Múnich II          | Alemania | 2016-2017 |
| TSV 1860 Múnich             | Alemania | 2017-2019 |
| Wacker Innsbruck            | Austria  | 2020-2021 |
| SpVgg Unterhaching (Sub-17) | Alemania | 2022-Act. |

## Títulos

### Como jugador

#### Torneos nacionales
| Título        | Club          | País     | Año  |
| ------------- | ------------- | -------- | ---- |
| 1. Bundesliga | VfB Stuttgart | Alemania | 2007 |

- Datos: Q66186
- Multimedia: Daniel Bierofka / Q66186